# 伏爾夫湖歐白魚
伏爾夫湖歐白魚（学名：Alburnus volviticus）為輻鰭魚綱鯉形目雅羅魚科歐白魚屬的其中一種，被IUCN列為瀕危保育類動物，分布於歐洲希臘沃爾維湖和科羅尼亞湖流域，體長可達30公分，棲息在湖泊底中層水域，生活習性不明。

## 扩展阅读
- 維基物種上的相關：伏爾夫湖歐白魚